# Floridsdorf
Floridsdorf es el 21.er distrito de Viena.

## Geografía

### Orografía e hidrología
Al norte de Floridsdorf, las estribaciones meridionales de Bisamberg (358 m s. n. m.) dominan el relieve del distrito. Bisamberg está en territorio del estado de Baja Austria. El punto más alto de Floridsdorf es Falkenberg (320 m s. n. m.).
El Danubio constituye el límite sudoccidental del distrito. Una parte del Nuevo Danubio y una sección de la isla del Danubio pertenecen a Floridsdorf, mientras que el área de agua que se extiende más allá de la isla es parte de Döbling. Los puentes vieneses sobre el Danubio en el área de Floridsdorf, en el sentido de la corriente del río, son: el puente Jedleseer, el Nordbrücke (anteriormente, puente ferroviario del noroeste), el Steinitzsteg, el puente de Floridsdorf, el ferroviario del Norte, el Georg-Danzer-Steg y el puente Brigittenauer. En Floridsdorf también se halla la parte norte del Viejo Danubio. El canal Marchfeld, en funcionamiento desde 1992, atraviesa el distrito de oeste a este.

### Partes del Distrito
Floridsdorf está formado por siete concejos que antiguamente fueron entidades administrativas independientes. El que tiene el mismo nombre que el distrito, Floridsdorf, es el más pequeño en superficie. El más grande es Stammersdorf, que ocupa la parte norte. Strebsdorf y Großjedlersdorf tienen frontera con Stammersdorf. Al este, en el límite con el 22.º distrito, se hallan Leopoldau y Donaufeld. El séptimo concejo, al oeste, es Jedlesee.

## Historia

Floridsdorf y sus alrededores hacia 1872

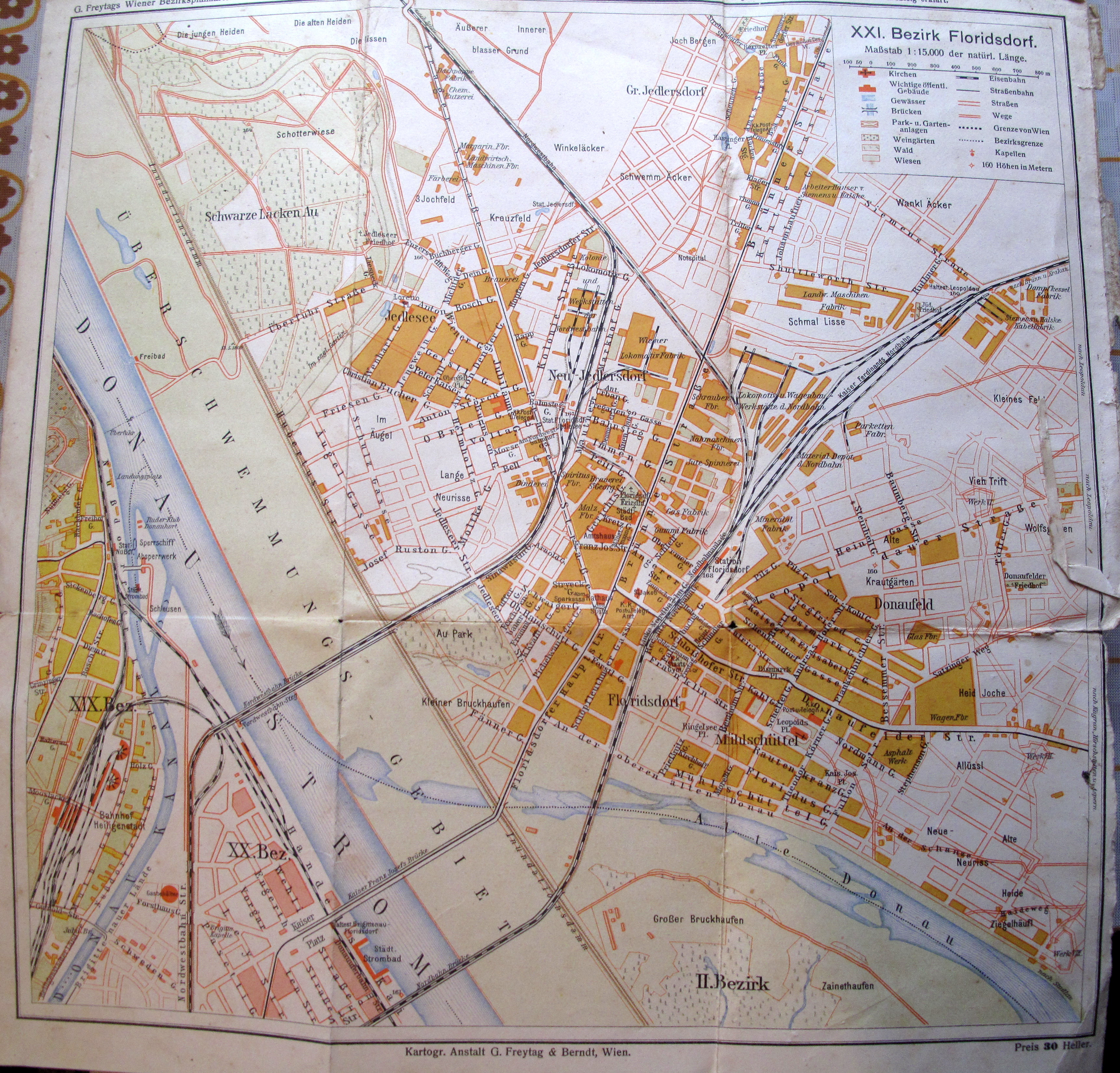
Floridsdorf (1912)

### Desde la Prehistoria hasta la Edad Media
Los primeros asentamientos en esta zona datan del Neolítico de Europa central (ca. 4000-2000 a. C.). A esta época pertenecen hachas de piedra y otros restos típicos de cazadores. En Leopoldau se encontraron armas y adornos de bronce indicativos de otro asentamiento que pueden contemplarse en el Museo del Distrito.
Hacia 500 a. C. llegaron los celtas a lo que hoy es Floridsdorf y, posteriormente, el Imperio romano hizo sentir su influencia. Durante mucho tiempo esta zona fue tierra de nadie, un colchón entre ambos pueblos testigo de las interminables confrontaciones entre germanos y romanos.
El fin de la supremacía romana supuso la llegada de lombardos, ávaros y eslavos. Los ávaros fueron derrotados por Carlomagno y desterrados a Baviera para, una vez allí, ser expulsados por los magiares. Alrededor del año 1000, los Babenberg adquirieron el dominio de estas tierras y en 1014 se registra la primera mención a una parte del distrito de Floridsdorf, Jedlesee, llamada entonces Outcinesse, mar de Uz.

### Nacimiento de Floridsdorf
Durante mucho tiempo, el Danubio solo pudo cruzarse en barca. Hacia 1500 se construyó el primer puente. En el lugar de la actual calle principal de Floridsdorf, al lado del Wasserpark, se construyó el primer puente de madera, el Taborbrücke, sobre un pequeño brazo del Danubio que conduce al Kuhbrückl. Y en la bifurcación de la carretera principal a Bohemia y Moravia se estableció el asentamiento de Floridsdorf. Tomó su nombre del preboste de la Abadía de Klosterneuburg, Floridus Leeb, quien en 1786 había cedido los terrenos donde se asentaron las primeras 26 familias. Dorf, en alemán, significa pueblo, villa o aldea.

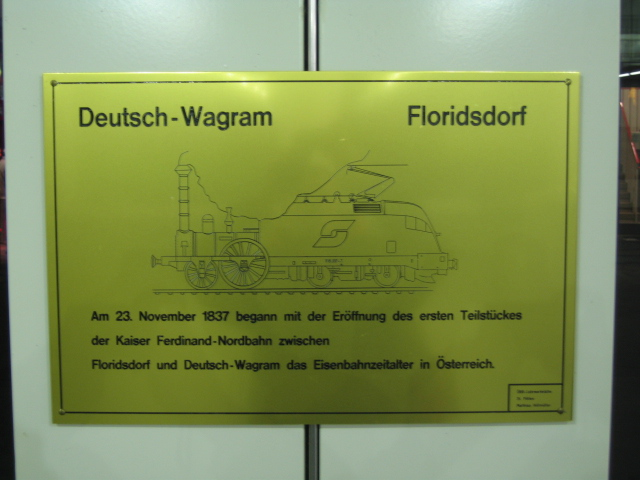
Placa conmemorativa

Una placa conmemorativa en la estación Viena Floridsdorf recuerda que el 23 de noviembre de 1837, con motivo de la apertura del primer tramo de la línea ferroviaria Kaiser Ferdinand Nordbahn entre Floridsdorf y Deutsch-Wagram comenzó la época del ferrocarril en Austria. Desde 1841, la Österreichische Nordwestbahn, que por entonces solo llegaba hasta Stockerau, contribuyó también a la industrialización de la zona y el tranvía de vapor que se puso en funcionamiento en 1866 puede considerarse el precursor de los actuales tranvías de Viena. La industrialización transformó en poco tiempo el originario poblado agrícola de Floridsdorf en una ciudad industrial.

### Municipio
El gobernador de Baja Austria, Erich von Kielmansegg, llevó a cabo hacia 1890 el ensanche de Viena y quería que Floridsdorf y otras aldeas de la orilla izquierda del Danubio quedaran agrupadas en un solo municipio. Sin embargo, el alcalde de Viena por aquel entonces, Johann Prix, no era partidario de esta idea y la expansión de la ciudad que entró en vigor en 1892 afectó solo a la orilla derecha del Danubio. Kielmansegg no cejó en su proyecto de ampliar Floridsdorf, se reunió con los alcaldes de los municipios afectados y halló su buena disposición. El 28 de mayo de 1894 nació la entidad resultante de la fusión de Floridsdorf con las localidades de Donaufeld, Jedlesee y Neu-Jedlersdorf (parte sudoeste de Großjedlersdorf) bajo el nombre de Großgemeinde Floridsdorf (Gran Ayuntamiento de Floridsdorf) con unos 30 000 habitantes.

### Incorporación a Viena
Con el cambio de siglo, los políticos de Floridsdorf formaron parte principal en el grupo de presión que pretendía la realización del canal Danubio-Oder, en cuyo extremo vienés estaba prevista la construcción de un gran puerto. Karl Lueger, alcalde de Viena, ya había advertido de que, en ese caso, la fusión de Floridsdorf con Viena sería inevitable. Como suele decirse, no quería un puerto de la competencia en «la puerta de su casa».
Finalmente, la iniciativa vino del propio Floridsdorf. Lueger contaba con los créditos prometidos por el Deutsche Bank. Los habitantes de la zona, por el contrario, no sabían cómo iban a financiar su inversión. En 1902, el alcalde Anderer quería conseguir, como parte del precio de la incorporación, ayuda financiera de Viena. El consejo municipal y la asamblea de Baja Austria no pusieron ninguna objeción, pero el proyecto embarrancó en los detalles. Con el apoyo del primer ministro imperial Ernest von Koerber, Lueger logró la ruptura en 1904. El parlamentario de la Baja Austria Karl Seitz, nacido en Floridsdorf y posteriormente alcalde de la Viena roja durante 1923-1934, se pronunció en contra de la anexión de Floridsdorf por parte de Viena. No quería compartir con la capital el esperado bienestar de una ciudad industrial en crecimiento.
Finalmente, la ley aprobada el 12 de noviembre de 1904 y publicada el 10 de enero de 1905 declaró la incorporación de Floridsdorf a la ciudad de Viena. El nuevo 21.º distrito agregó a Floridsdorf las localidades de Jedlesee, Großjedlersdorf, Donaufeld, Leopoldau, Kagran, Hirschstetten, Stadlau y Aspern. El edificio del ayuntamiento de Floridsdorf, construido poco antes de la incorporación, fue utilizado como la sede oficial del nuevo distrito.
Entre 1909 y 1911 se construyó el Gaswerk Leopoldau, planta generadora de gas ciudad que abastecía a buena parte de Viena. En 1911 se incorporó al distrito la parte de Strebersdorf que permanecía independiente. En 1917 se puso en funcionamiento la línea de tranvía 117 desde el centro del distrito hasta Leopoldgau sustituyendo a la línea de autobús creada en 1907.

### Primera República
En la Viena roja del periodo de entreguerras se construyó un buen número de viviendas municipales, como, por ejemplo, el Schlingerhof, la ciudad jardín más tarde llamada Karl-Seitz-Hof y el Paul-Speiser-Hof.
El 19 de febrero de 1924 se alargó hacia el noreste el límite entre el 2.º y el 20.º distrito por la Innstraße sobre el Danubio hasta el llamado «Viejo Danubio», antiguo brazo del río. En esta línea, según lo previsto en la legislación vienesa, se planearon puentes sobre ambas corrientes de agua. Al norte de esta línea, en la orilla izquierda del Danubio, se situaba Bruckhaufen —el área delimitada por las actuales Arbeiterstrandbandstraße, Donauturmstraße y Am Bruckhaufen—, hoy en día parte del 21.º distrito.
La abadía de Klosterneuburg, desde 1920, puso a disposición terrenos en Schwarzlackenau. En 1923 se realizó la línea de tranvía 132 a Strebersdorf. El mismo año se abrió el puente de Floridsdorf comenzado a construir en 1912. En febrero de 1929 se produjo en el Danubio una enorme presa de hielo al alcanzarse una temperatura de -32 °C. También en 1929 se completó el parque acuático de Floridsdorf en la zona norte del Viejo Danubio. En 1933 entró en funcionamiento la emisora de Bisamberg, en la zona norte de la ciudad y en la montaña del mismo nombre, visible desde cualquier parte de Viena, y que fue derruida en 2010.
En la guerra civil austriaca de 1934, la zona industrial de Floridsdorf y Schlingerhof fueron el escenario de los principales enfrentamientos entre los socialdemócratas y el ejército del gobierno dictatorial de Dollfuß. Los edificios municipales fueron bombardeados concienzudamente por la artillería del Bundesheer. Se contabilizaron 71 muertos y 182 heridos en el distrito.

### Floridsdorf y la Gran Viena (Groß-Wien)
Después de la anexión de Austria por el Tercer Reich, los judíos de Viena fueron objeto de discriminación, robo, deportación y asesinato. La sinagoga de la Freytaggasse fue demolida el 10 de noviembre de 1938.
El 15 de octubre de 1938 se decretó la ampliación de la ciudad y pasó a denominarse Gran Viena. En consecuencia, se creó Groß-Enzersdorf, el nuevo 22.º distrito, y, entre otras modificaciones, el antiguo distrito 21º. perdió la zona al este de los ferrocarriles de Laa. Floridsdorf perdió Stadlau, Hirschstetten, Aspern y Lobau en favor del 22.º distrito, pero ganó Kaisermühlen, el área entre el Viejo Danubio y el Danubio a costa del 2.º distrito, la bajoaustriaca Stammersdorf, y otros diez ayuntamientos que más tarde fueron devueltos al estado de Baja Austria.
En 1940 se construyó en la calle Brünner el cuartel Van-Swieten. Desde 1944 los aliados estuvieron bombardeando la zona industrial del distrito. El 15 de abril de 1945 terminó para Floridsdorf la Segunda Guerra Mundial con la retirada de las últimas tropas SS en dirección a Stockerau y con la ocupación del Ejército Rojo. Previamente, el 8 de abril, los miembros de la resistencia participantes en la Operación Radetzky habían sido colgados en la plaza Am Spitz; el 13 de abril se había destruido la emisora de Bisamberg y el 14 de abril había sido volado el puente de Floridsdorf. El distrito constituyó desde ese momento hasta el verano de 1955 parte del sector soviético de Viena.

### Después de la Segunda Guerra Mundial
Desde 1946 hasta 1948, el futuro alcalde y presidente federal Franz Jonas fue el jefe del distrito de Floridsdorf. En 1946, se acordó deshacer la mayor parte de la Gran Viena creada mediante la unión de municipios anterior. Con este fin se volvieron a modificar los límites entre Floridsdorf y sus distritos vecinos. Debido a la oposición de la autoridad de ocupación soviética, estas modificaciones no entraron en vigor hasta 1954, fecha en la que Kagran y Kaisermühlen se segregaron del 21.º distrito.
Posteriormente, la demarcación con el distrito de Donaustadt se ha visto modificada en cuatro ocasiones. En 1964 se modificaron los límites del distrito en la zona de Aderklaaer Straße y en los Bruckhaufens de Donaufeld. En 1995 se ajustaron las fronteras en el área de Zehdengasse y Epeldauer Straße. En 2002 se modificaron una vez más los límites con Donaustadt en la zona de Oskar-Grissemann-Straße, Josef-Baumann-Gasse, Alter Donau, Drygalskiweg y Wagramer Straße.

### Nuevas construcciones
En la posguerra, el ayuntamiento del 21.º distrito construyó muchos edificios municipales. La mayor parte de las nuevas construcciones se realizaron a partir de 1966 en Großfeldsiedlung, entre la línea ferroviaria Nordbahn por el norte y Leopoldau por el sur.
Entre 1990 y 1996 se construyó en la frontera con el 22.º distrito la Universidad Veterinaria. En 1992 se abrió el Marchfeldkanal. Y en 1996 se alargó la línea U6 del metro hasta Floridsdorf.

## Población

### Evolución
En 1869, el área que equivale en la actualidad al distrito de Floridsdorf acogía a 12 022 habitantes. Situado en las afueras de Viena, la población aumentó rápidamente y hasta la Primera Guerra Mundial se registraron altas tasas de crecimiento. Para 1910 el número de habitantes ascendía ya a 62 154 y se habían más que quintuplicado desde 1869. Después de la Gran Guerra, Floridsdorf, a diferencia de otros distritos similares con una densidad de población relativamente baja, fue aumentando la suya de forma gradual pero constante. Aparte del retroceso provocado por la Segunda Guerra Mundial, la tasa de crecimiento siguió aumentando hasta la ostensible disminución que se produjo a partir de los años 90. A principio de 2009 vivían 139 729 personas en Floridsdorf: el tercer mayor grupo de población de Viena. Con 3143 hab/km² ocupaba el cuarto puesto entre los distritos vieneses por lo que se refiere a la densidad de población.

### Estructura
En 2005 la población infantil constituía la mayoría en Floridsdorf aunque existía también, en promedio, el número más alto de personas mayores de 60 años de toda Viena. El número total de menores de 15 años alcanzaba el 16,2 % y superaba al resto de los distritos vieneses en los que la media era del 14,6 %. La proporción de la población entre 15 y 59 años era del 61,4 % (63,4 % en Viena) mientras que podía constatarse un claro déficit de personas adultas entre los 20 y los 34 años. La proporción de personas de 60 años o más fue del 22,5 %, ligeramente por encima de la media vienesa del 22 %. La distribución por género fue en 2001 de un 47,3 % de hombres y un 52,7 % de mujeres. El número de personas casadas, con una cuota del 43,0 % fue también superior al 41,2 % de Viena.

### Lenguas y procedencias
La proporción de extranjeros residentes en 2006 fue del 11 % (en Viena, 19,1 %). Fue el cuarto valor más bajo de todos los distritos de la ciudad. Al igual que en el resto del estado, la proporción de extranjeros aumentó considerablemente desde el 7,8 % registrado en 2001. Por países, en 2005, un 2,3 % de los residentes extranjeros eran ciudadanos de Serbia y Montenegro. Seguían, por orden decreciente, los de Turquía —1,2 %—, Polonia —0,9 %— y Alemania —0,6 %—. En total, un 15,4 % de la población del distrito no había nacido en Austria. Y en cuanto a la lengua coloquial, el 3 % usaba el serbio, el 2,3 % turco y el 1,1 % croata.

### Religión
Floridsdorf arroja, con un 53,9 %, la mayor proporción de personas de religión católica que viven en Viena (49,2 % en el conjunto de la ciudad). Existen en el distrito 16 parroquias pertenecientes al decanato n.º 21 de la archidiócesis de Viena. El 28,9 % de la población declaró en 2001 no pertenecer a ninguna comunidad religiosa, el valor más alto de todos los distritos de Viena. La proporción de creyentes islámicos fue del 4,9 % y de ortodoxos del 3 %. Los cristianos evangélicos o protestantes, con un 4,4 %, tienen una presencia en Floridsdorf similar a la que representan en el conjunto de Viena. El 4,9 % restante de la población declaró tener una creencia religiosa diferente.

## Política

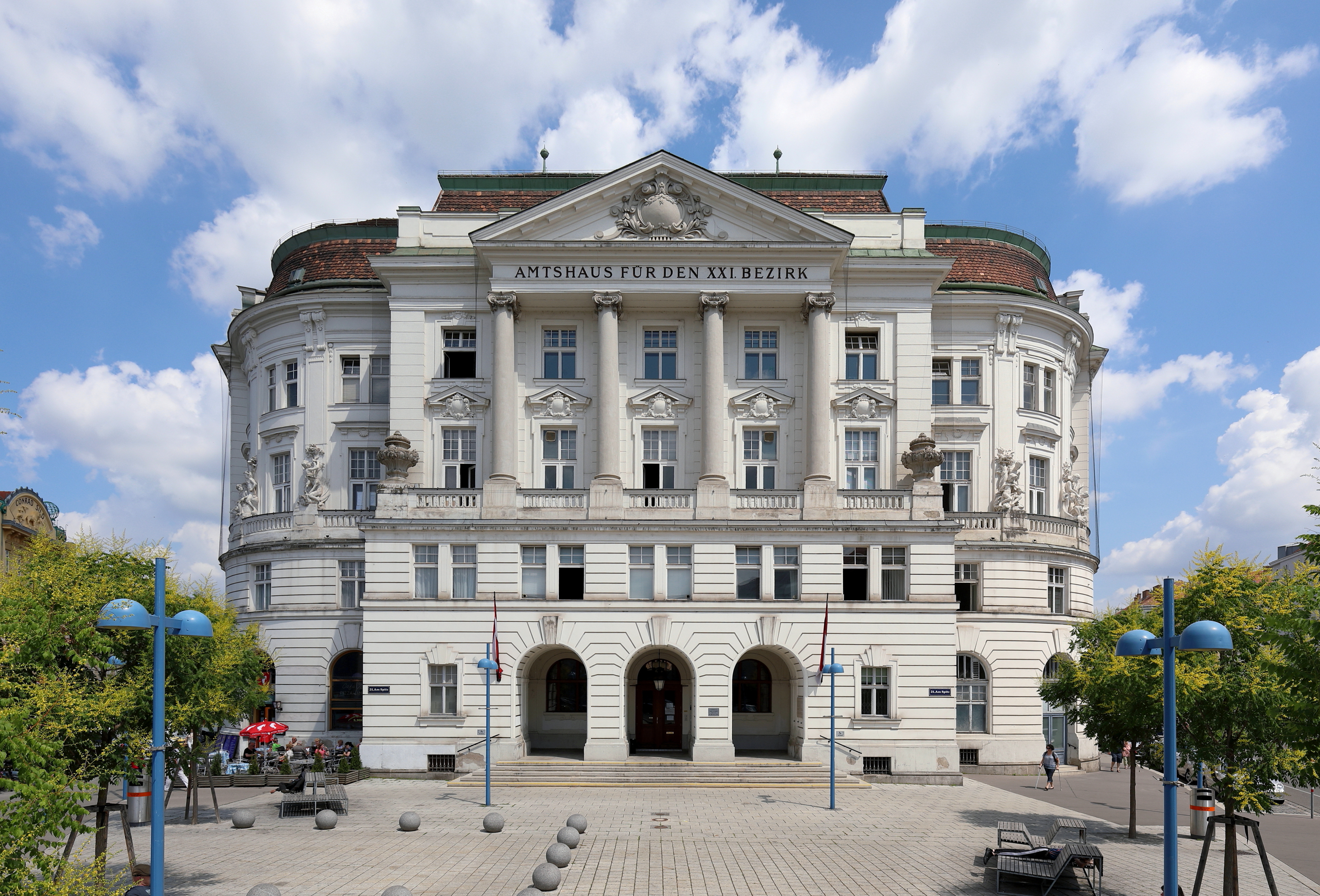
Amtshaus Floridsdorf

| Bezirksvorsteher           | Bezirksvorsteher |
| -------------------------- | ---------------- |
| Franz Bretschneider (SDAP) | 1919–1932        |
| Anton Feistl (SDAP)        | 1932–1934        |
| Franz Koch (SPÖ)           | 1945–1946        |
| Franz Jonas (SPÖ)          | 1946–1948        |
| Ernst Theumer (SPÖ)        | 1948–1959        |
| Rudolf Hitzinger (SPÖ)     | 1959–1964        |
| Otmar Emerling (SPÖ)       | 1964–1980        |
| Kurt Landsmann (SPÖ)       | 1980–1994        |
| Heinz Lehner (SPÖ)         | 1994–            |

## Escudo

Escudo del distrito de Floridsdorf

El escudo de Floridsdorf está dividido en seis partes y cada una de ellas aloja los escudos de los municipios anteriormente independientes de Floridsdorf, Groß Jedlersdorf, Jedlesee, Leopoldau, Stammersdorf y Strebersdorf.
Los seis escudos figuran de la siguiente manera:
- Floridsdorf: En el centro, jarrón de dos asas con tres flores rojas de tallos verdes y ocho hojas verdes sobre fondo plateado.
- Leopoldau: En el extremo superior izquierdo, un brazo derecho con ropaje marrón sosteniendo cinco espigas de maíz doradas sobre fondo azul.
- Stammersdorf: En el extremo superior derecho, un árbol de hoja caduca y tres coníferas en un prado verde sobre un fondo de plata.
- Jedlesee: En el extremo inferior izquierdo, con un vestido dorado adornado con collares de perlas y piedras preciosas, la Virgen María de Loreto con el Niño Jesús entre dos letras de color rojo sobre fondo de plata: M por María y L por Loreto.
- Strebersdorf: En el extremo inferior derecho, una casa de techo rojo con dos banderas del mismo color en un campo verde sobre un fondo azul.
- Groß Jedlersdorf: En la parte central inferior, dos sacos blancos atados sobre un fondo rojo.

## Personajes ilustres
- Hannes Androsch
- Franz Jonas
- Andy Borg
- Karl Markovics
- Karl Nieschlag
- Hermann Nitsch
- Peter Pacult
- Peter Resetarits
- Erika Pluhar
- Toni Strobl
- Ludwig Schwarz
- Marko Arnautović